# Nicolás de Jesús López Rodríguez
Nicolás de Jesús López Rodríguez (Barrancas, 31 de outubro de 1936) é um cardeal da República Dominicana, arcebispo emérito de Santo Domingo.

## Biografia
Estudou no Pontifício Seminário "Santo Tomás de Aquino", em Santo Domingo, quando recebeu a ordenação presbiteral no dia 18 de março de 1961, pelas mãos de Dom Francisco Panal Ramírez, OFM. Estudou também no Centro Internacional para a Formação Sociológica do Clero, na Pontifícia Universidade São Tomás de Aquino, onde se doutorou em ciências sociais e na Pontifícia Universidade Gregoriana, de Roma.
Nomeado bispo de San Francisco de Macorís pelo Papa Paulo VI em 16 de janeiro de 1978, foi consagrado em 25 de fevereiro, pelo cardeal Octavio Antonio Beras Rojas, arcebispo de Santo Domingo, coadjuvado por Juan Antonio Flores Santana, bispo de La Vega, e por Jesús María De Jesús Moya, bispo-auxiliar de Santiago de los Caballeros. O seu lema é Fortes In Fide, que significa "Fortes na Fé", retirado da Primeira Carta de São Pedro, capítulo 5, versículo 9.
Tornou-se Reitor da Universidade de San Francisco de Macorís, entre 1979 e 1984. Foi promovido a arcebispo metropolitano e primacial de Santo Domingo em 15 de novembro de 1981, além de Grão-chanceler da Universidade Católica Santo Domingo. Torna-se Ordinário Militar da República Dominicana em 4 de abril de 1982. Foi eleito presidente do Conselho Episcopal Latino-Americano, cargo que exerceu de 25 de abril de 1991 a 1994.
Foi anunciado em 29 de maio de 1991 pelo Papa João Paulo II a sua criação como cardeal, no Consistório de 28 de junho, quando recebeu o barrete cardinalício, o anel cardinalício e o titulus de cardeal-presbítero de São Pio X na Balduina.
Em 4 de julho de 2016, o Papa Francisco aceitou sua renúncia ao governo pastoral da arquidiocese metropolitana de Santo Domingo e, em 2 de janeiro de 2017, aceitou sua renúncia ao governo pastoral do Ordinariato Militar da República Dominicana.

## Conclaves
- Conclave de 2005 - participou da eleição do Papa Bento XVI.
- Conclave de 2013 - participou da eleição do Papa Francisco.